# Lucio Vipstano Galo
Lucio Vipstano Galo (en latín Lucius Vipstanus Gallus) fue un senador romano del siglo I a. C. y del siglo I, cuya carrera se desarrolló bajo los imperios de Augusto y Tiberio.

## Familia
Era hermano de Marco Vipstano Galo, consul suffectus en 18, bajo Tiberio.

## Carrera política
Su único cargo conocido es el de pretor en 17 falleciendo a edad temprana en el ejercicio de este cargo.